# Jarząbek (zwyczajny)
Jarząbek  (zwyczajny) (Tetrastes bonasia) – gatunek średniej wielkości ptaka z rodziny kurowatych (Phasianidae), zamieszkujący Eurazję. Nie jest zagrożony wyginięciem.

## Systematyka
Zwykle wyróżnia się 11–12 podgatunków T. bonasia:
- T. bonasia rhenanus – północno-wschodnia Francja, Luksemburg, Belgia, zachodnie Niemcy.
- T. bonasia styriacus – Alpy, południowa Polska do Węgier.
- T. bonasia schiebeli – Półwysep Bałkański.
- T. bonasia rupestris – wschodnie Niemcy, Czechy.
- T. bonasia bonasia – zachodnia i południowa Skandynawia i środkowa Polska, i dalej na wschód do Uralu.
- T. bonasia griseonota – północna Szwecja.
- T. bonasia sibiricus – Syberia do zachodnich Himalajów i północna Mongolia.
- T. bonasia kolymensis – wschodnia Syberia.
- T. bonasia amurensis – północno-wschodnie Chiny do północnej Korei.
- T. bonasia yamashinai – Sachalin.
- T. bonasia vicinitas – Hokkaido.

Handbook of the Birds of the World wyróżnia jeszcze podgatunek volgensis – Polska i Ukraina do środkowej części europejskiej Rosji, przez innych autorów jest on włączany do T. bonasia bonasia.
Część systematyków, np. autorzy Handbook of the Birds of the World, umieszczała jarząbka w rodzaju Bonasa wraz z cieciornikiem (Bonasa umbellus).

## Występowanie
Zamieszkuje strefę lasów iglastych Eurazji od Pirenejów przez północną część Półwyspu Apenińskiego, Środkową Europę, Skandynawię i Bałkany po Syberię i Pacyfik.
W Polsce nieliczny ptak lęgowy w górach (Sudety, Karpaty) oraz na wschodzie kraju; lokalnie bywa średnio liczny. Mimo to rzadko się go widuje, ze względu na skryty tryb życia. Zimuje w Polsce. Najczęściej można go rozpoznać po ostrym gwiździe wiosną. Na niżu w środkowej i zachodniej części kraju jest nieliczny lub nie występuje. Przez utratę swych siedlisk jest gatunkiem mocno zagrożonym w Środkowej Europie, tak jak cietrzewie. Największą liczebność odnotowano w Tatrach (70–200 par), w Gorcach (80–90 osobników), w Beskidzie Niskim (100–200 par) oraz na Babiej Górze, a na niżu – w Puszczy Białowieskiej (ponad 1000 par), w Puszczy Boreckiej (ok. 300 par), w Puszczy Rominckiej (ok. 120 par) i w Lasach Skaliskich.

## Charakterystyka

### Cechy gatunku

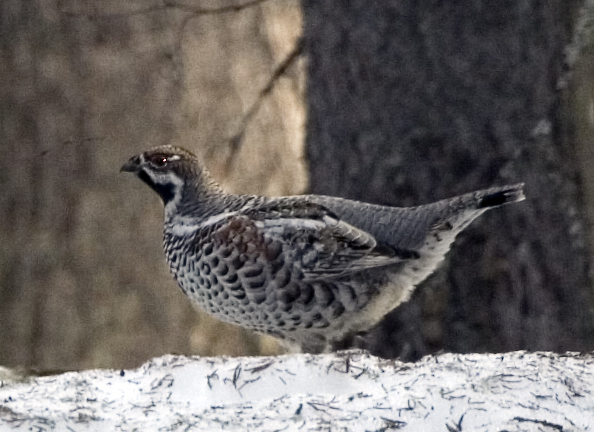
Samca jarząbka można rozpoznać po czarnym podgardlu

To najmniejszy europejski kurak leśny o krępej sylwetce i krótkich nogach. Słabo zaznaczony dymorfizm płciowy, co nie jest typowe u kuraków. Wierzch szary z gęstym czarno-brunatnym poprzecznym pręgowaniem. Na głowie mały czubek, a nad oczami widać niewielkie czerwone korale. Biała plama pod okiem. Spód biały z gęstym, łuskowatym czarnym deseniem. Sterówki szarobrunatne z czarno-białą przepaską na końcu. Środkowe sterówki barwy grzbietu. Skok upierzony do połowy, podczas gdy pazury są nagie (cecha charakterystyczna dla jarząbków). Ogon na końcu ma czarno-biały pasek, który w locie jest zaokrąglony. Przy odrywaniu się od ziemi pióra wydają furkoczący odgłos. Podgardle samca czarne z białą obwódką, samica na czarnym polu ma liczne białe plamy z rdzawym odcieniem. Kogut ma również żywsze barwy piór, więcej barwy szarej oraz krótki, unoszony czubek. Dziób jest czarny i krótki. Kura jest bardziej brązowa. Skomplikowany układ ubarwienia nawiązuje do gry świateł i cieni na poziomie runa leśnego, co ułatwia tym ptakom maskowanie się.

Jarząbki latają niechętnie, najczęściej pokonują krótkie dystanse, choć ich lot jest zwinny i szybki.

Podobny do nieco mniejszej kuropatwy, choć występują w różnych siedliskach – kuropatwy typowo spotyka się na polach, a nie w lasach. Różnice widać też w upierzeniu, głównie jeśli chodzi o ubarwienie sterówek – u kuropatw są rdzawe.

### Wymiary średnie
- Długość ciała ok. 36–45 cm[11]
- Rozpiętość skrzydeł 50–62 cm[11]
- Masa ciała ok. 375–475 g[11]

## Biotop
Gęste starodrzewy liściaste i mieszane (z domieszką świerku lub jodły – grądy, bory i regle) o gęstym podszycie i bogatym runie. Preferuje średnie wysokości nad poziomem morza, górskie stoki i doliny potoków, ale i mokradła porośnięte brzozami i olszyną. W górach spotyka się go do górnej granicy lasów. To ptaki osiadłe, wymagające lasów bogatych w pokarm, o dużym i rozbudowanym podszycie, z polanami i wieloma kryjówkami.

## Okres lęgowy

### Toki

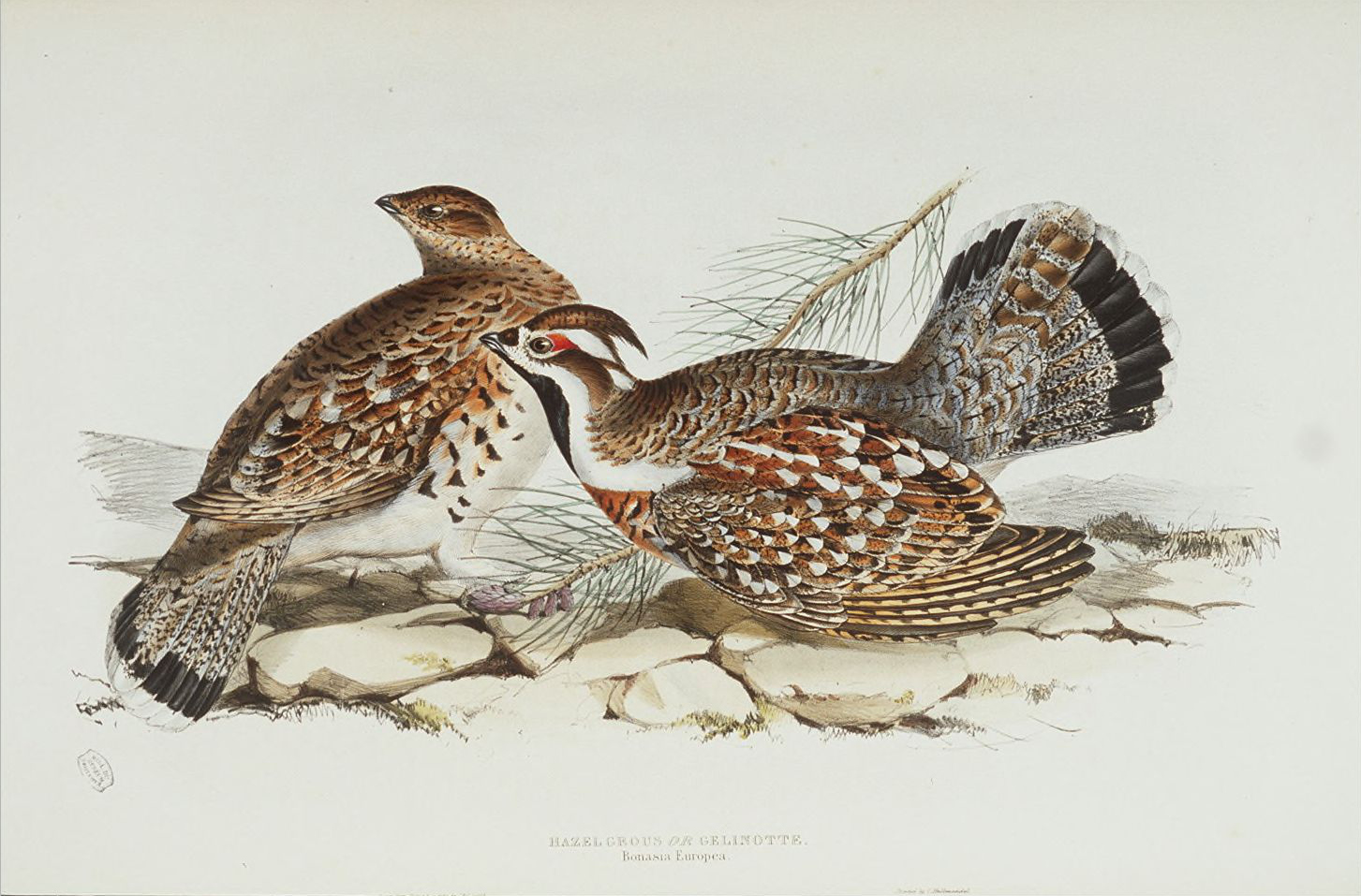
Porównanie samicy i samca jarząbka

Ze względu na skryty tryb życia w gęstwinach leśnych nie poznano dokładnie życia rodzinnego jarząbków. Wiadomo jednak, że samiec pozostaje wierny samicy, co jest wyjątkowe u kuraków. Pary tworzą się jesienią. Kogut swój przyszły teren lęgowy oznajmia piskliwym dźwiękiem oraz głośnym przelatywaniem z miejsca na miejsce w jego obrębie. Jest to okres tylko tymczasowego kojarzenia w pary, bo zimę spędzają pojedynczo. Wiosną odbywają się toki, choć już nie tak widowiskowe, jak u cietrzewi lub głuszców. Koguty stroszą wtedy pióra, opuszczają i rozkładają ogon i skrzydła. Towarzyszy temu ostry gwizd. Nie zawsze dochodzi wtedy do walk między samcami, każdy stara się przez cały czas o względy wybranej kury.

### Gniazdo
Na ziemi ukryte pod nawisem gałęzi, krzakami, korzeniami lub osłoną roślinności. Rzadko lęgnie się na drzewie w opuszczonych dużych gniazdach innych ptaków. Przeważnie to płytkie zagłębienie w którym znajduje się wyściółka z trawy, liści i łodyg.

### Jaja

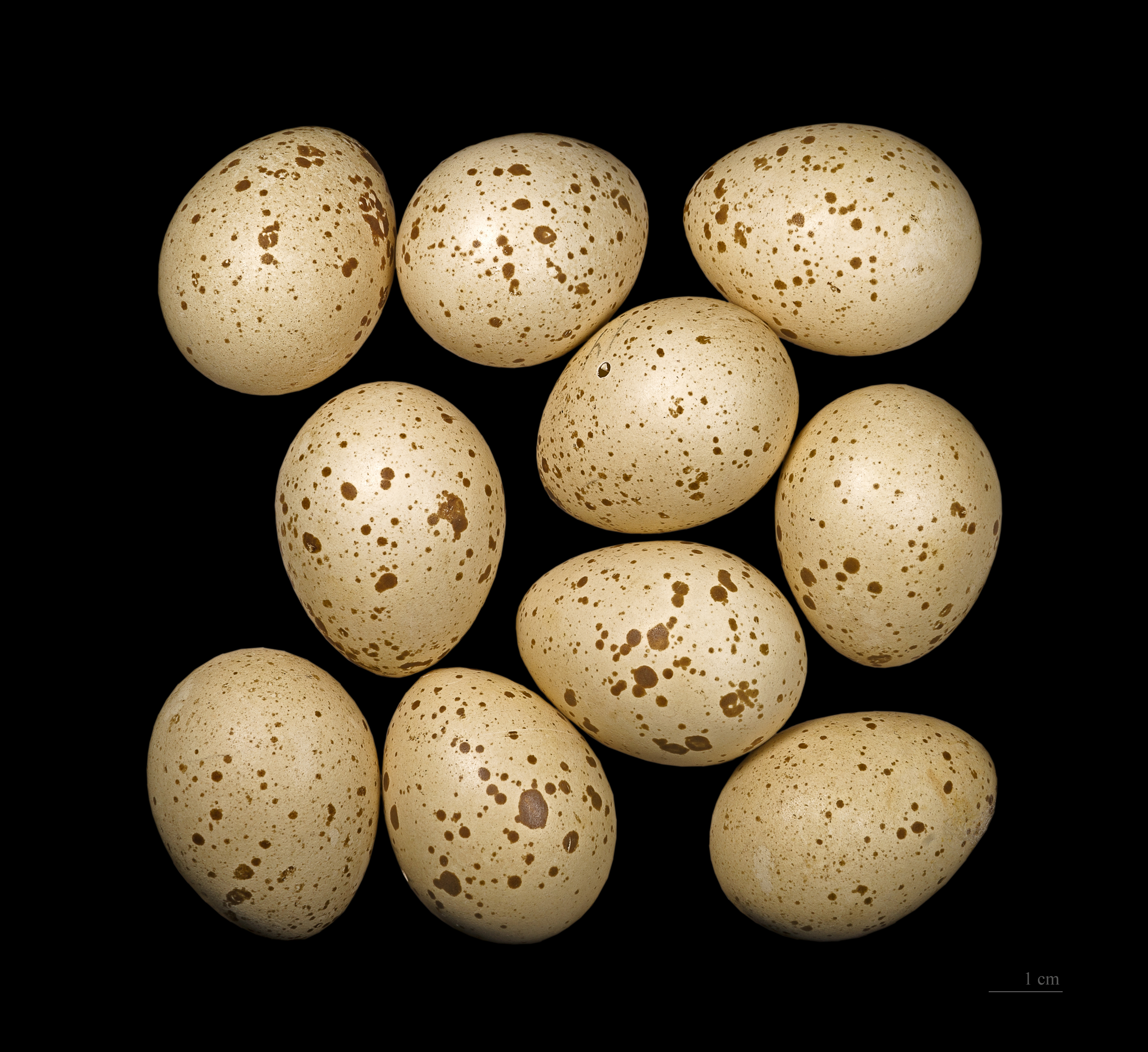
Jaja z kolekcji muzealnej

Jeden lęg w roku, w maju. W zniesieniu 8 do 14 jasnobrązowych jaj o rdzawym nakrapianiu.

### Wysiadywanie i dorastanie
Jaja wysiadywane są przez okres 21 do 25 dni jedynie przez samicę. W tym czasie kogut przebywa w sąsiedztwie, a przyłącza się do swej rodziny po wykluciu młodych, by wspólne spędzić z nią lato. Pisklętami, które od razu po wykluciu opuszczają gniazdo, opiekują się oboje rodzice. Zaczynają podlatywać już w wieku 15–20 dni. Pełną samodzielność zyskują jednak po 40 dniach. Jesienią rodzice żyją już osobno.

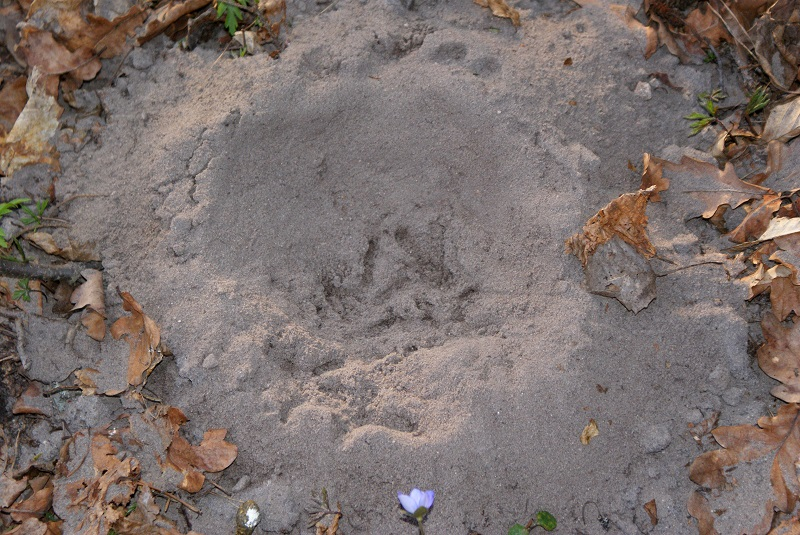
Paprzysko (w języku myśliwych miejsce, w którym ptaki zażywają kąpieli w piasku) jarząbka w Puszczy Białowieskiej

## Pożywienie
Pokarm roślinny, m.in. nasiona, jagody, kwiaty, owoce brzozy i olchy, młode pędy, latem również bezkręgowce, np. owady i ich larwy, którymi żywią się pisklęta i ptaki dorosłe. Pokarm zarówno ptaków młodych, jak i dorosłych, zbliżony jest do diety cietrzewi.

## Status i ochrona
W Czerwonej księdze gatunków zagrożonych Międzynarodowej Unii Ochrony Przyrody jarząbek nieprzerwanie od 1988 roku uznawany jest za gatunek najmniejszej troski (LC – Least Concern). Liczebność światowej populacji, obliczona na podstawie szacunków organizacji BirdLife International dla Europy z 2015 roku, mieści się w przedziale 9–20 milionów dorosłych osobników. Globalny trend liczebności populacji uznawany jest za spadkowy ze względu na niszczenie siedlisk, aczkolwiek populacja europejska oceniana jest (2015) jako stabilna.
W Polsce gatunek łowny od 1 września do 30 listopada. Na Czerwonej liście ptaków Polski został sklasyfikowany jako gatunek najmniejszej troski (LC). W latach 2013–2018 liczebność populacji lęgowej na terenie kraju szacowano na 15–20 tysięcy par.
W krajach uprzemysłowionych i o rolnictwie wysokotowarowym, podobnie jak u cietrzewi, odnotowuje się ciągły spadek populacji jarząbka. W wyniku tego procesu dochodzi do izolacji poszczególnych grup tych ptaków, co przyczynia się do stopniowego wymierania jarząbków w określonych regionach.